# Stenophylax thaleri
Stenophylax thaleri är en nattsländeart som först beskrevs av Malicky 1985.  Stenophylax thaleri ingår i släktet Stenophylax och familjen husmasknattsländor. Inga underarter finns listade i Catalogue of Life.